# ル・エストロジェル
ル・エストロジェルは、女性の更年期障害の「ホルモン補充療法（HRT）」用の治療薬で、日本で初めて承認されたエストラジオール含有の外用ゲル状塗布剤。

## 開発の経緯
- 1995年 - 資生堂が医療用医薬品として開発を開始。
- 2006年 - 新薬として製造販売承認を取得。
- 2007年 - 資生堂との共同事業契約に基づきバイエル薬品が独占販売。
- 2012年 - 5月31日付けでの薬価収載を契機にバイエル薬品に代わって富士製薬工業が販売。

## 製品概要
皮膚刺激の少ないジェル剤型で塗布跡が残らず、毎日の使用が簡便な一定量が取り出せるプッシュ式ボトルを容器に採用している。生体内で活性の高い天然型のエストロゲンを有効成分として含有し、1日1回腕に塗布することにより体内に女性ホルモンを補う。経皮吸収剤なので肝臓における代謝を受けない。更年期障害および卵巣欠落症状に伴う血管運動神経症状（Hot flushおよび発汗）を緩和する。日本国外では1974年以来101ヵ国で承認・販売されている（2009年現在）。

## 特記事項
- 同様のエストラジオール含有ゲル状塗布薬として、「ディビゲル1mg」が持田製薬から販売され、2007年9月薬価収載されている。